# Artland Dragons
Artland Dragons é um clube profissional de basquete baseado em Quakenbrück, Alemanha, que joga na 2.Bundesliga ProA. Mandam seus jogos na Artland Arena, que comporta 3000 espectadores.

## História
A cidade de Quakenbrück possui longa tradição na prática do basquete. Os primeiros jogos na cidade foram realizados no ginásio da escolar de Artland. A sessão de basquete do Clube QTSV Quakenbrück foi fundada em 1955. Durante os anos 70, o primeiro time masculino foi promovido para a Segunda Divisão Alemã, onde permaneceram por três temporadas.
Depois de um longo tempo sem grandes conquistas, Günter "Ice" Kollmann, atleta aposentado e representante da comissão técnica das categorias de base da Seleção Alemã, apoiou o QTSV como patrocinador principal. Iniciou-se trabalho de educação e ensino do basquete para jovens na década de 80, o que levou o time a ter maiores êxitos na década de 90. Em 1994 o clube foi promovido para a segunda divisão da Liga Regional, sendo promovido na próxima temporada para a primeira divisão Regional, para na próxima temporada ser promovido à Segunda Divisão Nacional. Finalmente em 2003 o clube foi promovido para a Bundesliga e nesta mesma temporada o clube foi renomeado para Artland Dragons.O QTSV tornou-se um clube parceiro nas ligas regionais.

## Temporada por Temporada
| Temporada | Divisão | Liga       | Pos.     | Classificação     | Copa da Alemanha  | Competições Europeias |
| --------- | ------- | ---------- | -------- | ----------------- | ----------------- | --------------------- |
| 2000–01   | 2       | 2. BBL     | 2        | –                 | –                 | –                     |
| 2001–02   | 2       | 2. BBL     | 3        | –                 | –                 | –                     |
| 2002–03   | 2       | 2. BBL     | 1        | Promovido         | –                 | –                     |
| 2003–04   | 1       | Bundesliga | 9        | –                 | –                 | –                     |
| 2004–05   | 1       | Bundesliga | 6        | Quartas de Finais | –                 | –                     |
| 2005–06   | 1       | Bundesliga | 5        | Quartas de Finais | 4º Lugar          | –                     |
| 2006–07   | 1       | Bundesliga | 2        | Vice-campeão      | Vice-campeão      | –                     |
| 2007–08   | 1       | Bundesliga | 5        | Quartas de finais | Campeão           | 2 Copa ULEB           |
| 2008-09   | 1       | Bundesliga | 9        | –                 | –                 | 2 Eurocup             |
| 2009-10   | 1       | Bundesliga | 9        | –                 | –                 | 3 EuroChallenge       |
| 2010-11   | 1       | Bundesliga | 4        | Semifinalista     | 3º Lugar          | 3 EuroChallenge       |
| 2011-12   | 1       | Bundesliga | 3        | Semifinalista     | Quartas de Finais | 3 EuroChallenge       |
| 2012–13   | 1       | Bundesliga | 6        | Quartas de Finais | 4º Lugar          | 2 EuroCopa            |
| 2013–14   | 1       | Bundesliga | 7        | Semifinalista     | Quartas de Finais | 2 EuroCopa            |
| 2014–15   | 1       | Bundesliga | 11       |                   |                   |                       |
| 2015-16   | 3       | ProB       | 6º       | Oitavas de Finais |                   |                       |
| 2016-17   | 3       | ProB       | 2º       | Oitavas de Finais |                   |                       |
| 2017-18   | 3       | ProB       | 1º       | Quartas de finais |                   |                       |
| 2018-19   | 2       | ProA       | 11       |                   |                   |                       |
| 2019-20   | 2       | ProA       | COVID 19 | COVID 19          |                   |                       |
| 2020-21   | 2       | ProA       | 8        | Quartas de Finais |                   |                       |
| 2021-22   | 2       | ProA       | 15       |                   |                   |                       |
| 2022-23   | 2       | ProA       | 6        | Quartas de Finais |                   |                       |
| 2023-24   | 2       | ProA       | 15       |                   |                   |                       |
| 2024-25   | 2       | ProA       | 16       |                   |                   |                       |

## Ligações Externas
- Sítio Oficial
- Página dos Dragões no Sítio Eurocupbasketball.com